# Stenochironomus unicalcar
Stenochironomus unicalcar är en tvåvingeart som beskrevs av Freeman 1961. Stenochironomus unicalcar ingår i släktet Stenochironomus och familjen fjädermyggor.
Artens utbredningsområde är Madagaskar. Inga underarter finns listade i Catalogue of Life.